# Yórgos Papayiánnis

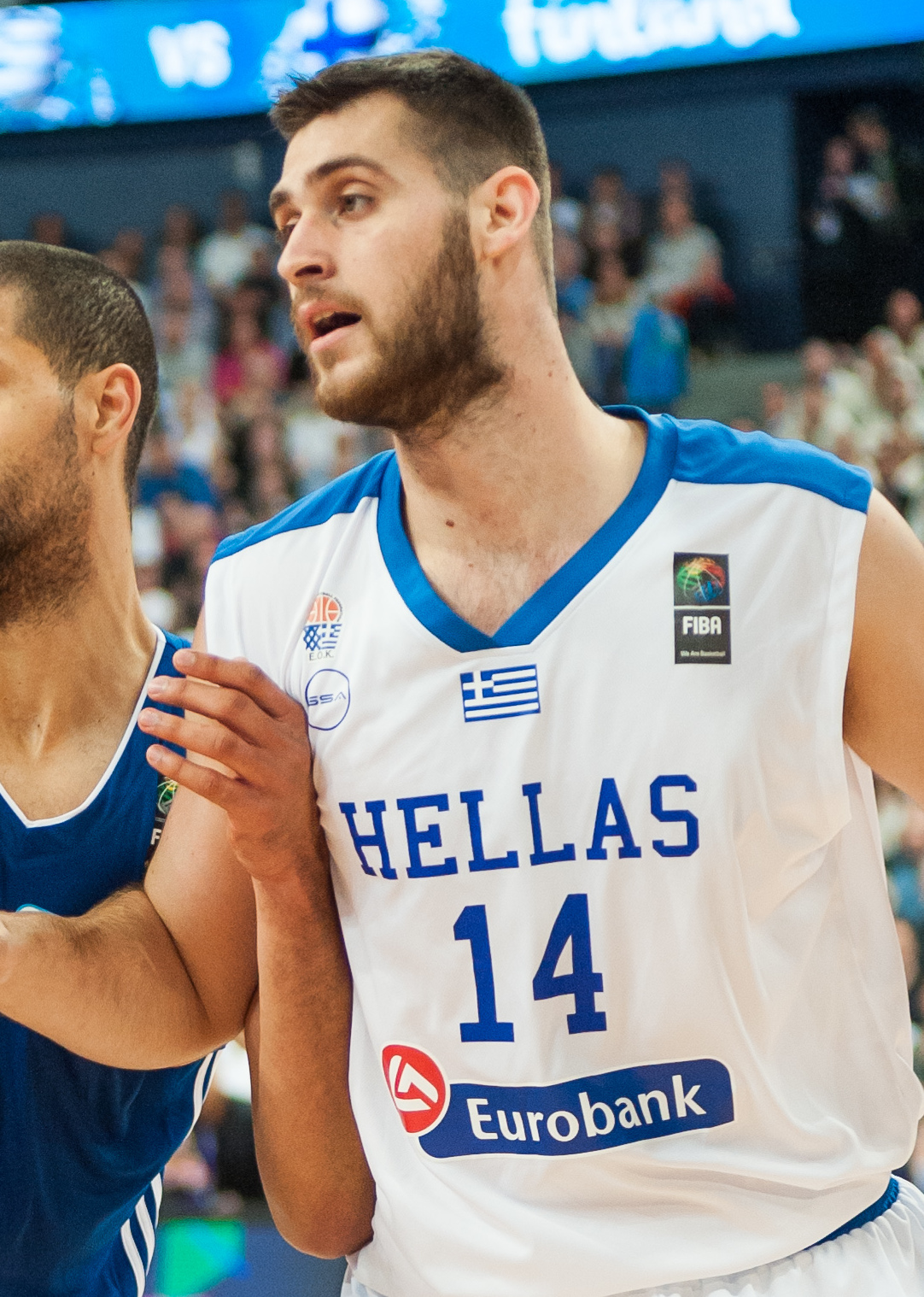
Papagiannis, 2017

Yeóryios Papayiánnis (grec moderne : Γεώργιος Παπαγιάννης), souvent appelé Yórgos Papayiánnis (Γιώργος Παπαγιάννης), né le 3 juillet 1997 à Maroússi en Grèce, est un joueur grec de basket-ball. Il évolue au poste de pivot.

## Biographie

### Carrière professionnelle

#### Peristeri (2012–2013)
Papagiannis fait ses débuts professionnels avec l'équipe de Peristéri BC le 5 janvier 2012 à l'âge de 14 ans, lors de la saison 2011-2012 du championnat grec contre le Panathinaïkos. Il devient le plus jeune joueur à jouer dans l'ère moderne du championnat grec (depuis que la première ligue est devenue totalement professionnelle, sous l'organisation d'HEBA, qui a commencé à la saison 1992-1993). Il passe l'ensemble de la saison 2012-2013 avec Peristeri.

#### Panathinaïkos (2014–2016)
Le 25 juin 2014, Papagiannis signe un contrat avec le Panathinaïkos sur plusieurs années, dans lequel il a une option de joueur sur le contrat qui lui permet de quitter Panathinaïkos pour une université américaine durant l'été 2015. Papagiannis,  considéré comme l'un des plus grands talents européens, reçoit une offre de la part de 17 universités, dont UConn, Arizona, Temple, North Carolina State, Oregon, St. John's, et Kentucky. Le 8 juillet 2015, Papagiannis choisit de continuer à jouer pour le Panathinaïkos. Son contrat avec le club grec inclut une option de rachat à 500 000€.
Papagiannis est un membre des équipes du Panathinaïkos qui ont remporté les éditions 2015 et 2016 de la coupe de Grèce. Il joue aussi six matches avec le Panathinaïkos durant la saison 2015-2016 d'Euroligue, où il a une moyenne de 1,5 point et 1,7 rebond par match, en 5 minutes par match. Lors de la saison 2015-2016 du championnat grec, il a des moyennes de 6,5 points et 2,8 rebonds par match, en 11,5 minutes par match, en ayant joué 23 rencontres.

#### Kings de Sacramento (2016-2018)
Formé en Grèce dans les équipes du Peristéri BC puis du Panathinaïkos, Giorgios Papagiannis est drafté en 2016 par les Suns de Phoenix en 13e position avant que ses droits ne soient transférés aux Kings de Sacramento.
En avril 2016, Papagiannis s'inscrit à la draft 2016 de la NBA et il est attendu au milieu du second tour mais il reçoit aussi de l'intérêt des équipes disposant des premiers choix de draft. Cependant, le 23 juin 2016, Papagiannis est sélectionné à la 13e position par les Suns de Phoenix, devenant le joueur grec sélectionné le plus haut dans une draft NBA. Ses droits sont transférés aux Kings de Sacramento le soir de la draft. En juillet, il participe avec les Kings à la NBA Summer League 2016. le 15 juillet 2016, il signe son contrat rookie avec les Kings. Le 5 novembre 2016, il fait ses débuts en NBA lors de la défaite des Kings 117 à 91 chez les Bucks de Milwaukee, terminant la rencontre avec deux points et un rebond en six minutes en tant que remplaçant. Le 18 mars 2017, il réalise son premier double-double en carrière avec 14 points et 11 rebonds lors de la défaite des Kings 110 à 94 chez le Thunder d'Oklahoma City. Durant sa saison de rookie, il est envoyé plusieurs fois en D-League chez les Bighorns de Reno.
Le 8 février 2018, Papagiannis est licencié par les Kings.

#### Trail Blazers de Portland (2018)
En mars 2018, Papagiannis signe un contrat de 10 jours avec les Trail Blazers de Portland. Il ne joue aucun match pendant cette période mais les Blazers resignent un nouveau contrat de 10 jours avec lui. Il participe à une rencontre. Papagiannis participe à la Summer League avec les Blazers mais est licencié avant la fin de celle-ci. 

#### Retour au Panathinaïkós (2018-2023)
En juillet 2018, Papayiánnis signe un contrat de cinq ans avec le Panathinaïkos.

#### Fenerbahçe (2023-2024)
Le 15 juillet 2023, il rejoint le Fenerbahçe SK pour un contrat de deux saisons.

#### AS Monaco (2024-2025)
Le 9 juillet 2024, Papayiánnis quitte le Fenerbahçe pour l'AS Monaco,.

#### Anadolu Efes (depuis 2025)
En juillet 2025, Papayiánnis s'engage avec l'Anadolu Efes.

## Statistiques

### Saison régulière NBA
| Saison    | Équipe     | Matchs | Titul. | Min./m | % Tir | % 3pts | % LF | Rbds/m. | Pass/m. | Int/m. | Ctr/m. | Pts/m. |
| --------- | ---------- | ------ | ------ | ------ | ----- | ------ | ---- | ------- | ------- | ------ | ------ | ------ |
| 2016-2017 | Sacramento | 22     | 0      | 16,1   | 54,9  | 0,0    | 85,7 | 3,95    | 0,91    | 0,14   | 0,77   | 5,64   |
| Total     |            | 22     | 0      | 16,1   | 54,9  | 0,0    | 85,7 | 3,95    | 0,91    | 0,14   | 0,77   | 5,64   |

Mise à jour le 12 avril 2017

### Saison régulière D-League
| Saison    | Équipe | Matchs | Titul. | Min./m | % Tir | % 3pts | % LF | Rbds/m. | Pass/m. | Int/m. | Ctr/m. | Pts/m. |
| --------- | ------ | ------ | ------ | ------ | ----- | ------ | ---- | ------- | ------- | ------ | ------ | ------ |
| 2016-2017 | Reno   | 23     | 20     | 32,1   | 50,7  | 50,0   | 76,3 | 8,09    | 0,52    | 0,52   | 2,52   | 13,65  |
| Total     |        | 23     | 20     | 32,1   | 50,7  | 50,0   | 76,3 | 8,09    | 0,52    | 0,52   | 2,52   | 13,65  |

Mise à jour le 10 mars 2017

## Records sur une rencontre en NBA
Les records personnels de Georgios Papagiannis, officiellement recensés par la NBA sont les suivants :
| Type de statistique        | Saison régulière | Saison régulière                                     | Saison régulière           |
| Type de statistique        | Record           | Adversaire                                           | Date                       |
| -------------------------- | ---------------- | ---------------------------------------------------- | -------------------------- |
| Points                     | 14               | @ Thunder d'Oklahoma City                            | 18 mars 2017               |
| Paniers marqués            | 6                | 3 fois                                               |                            |
| Paniers tentés             | 10               | @ Thunder d'Oklahoma City Mavericks de Dallas        | 18 mars 2017 4 avril 2017  |
| Paniers à 3 points réussis |                  |                                                      |                            |
| Paniers à 3 points tentés  | 1                | @ Warriors de Golden State @ Clippers de Los Angeles | 24 mars 2017 12 avril 2017 |
| Lancers francs réussis     | 3                | @ Pelicans de La Nouvelle-Orléans Suns de Phoenix    | 31 mars 2017 11 avril 2017 |
| Lancers francs tentés      | 4                | Suns de Phoenix                                      | 11 avril 2017              |
| Rebonds offensifs          | 4                | @ Spurs de San Antonio                               | 19 mars 2017               |
| Rebonds défensifs          | 9                | @ Thunder d'Oklahoma City                            | 18 mars 2017               |
| Rebonds totaux             | 11               | @ Thunder d'Oklahoma City                            | 18 mars 2017               |
| Passes décisives           | 4                | @ Clippers de Los Angeles                            | 26 mars 2017               |
| Interceptions              | 1                | 3 fois                                               |                            |
| Contres                    | 3                | @ Suns de Phoenix                                    | 15 mars 2017               |
| Balles perdues             | 4                | Mavericks de Dallas Suns de Phoenix                  | 4 avril 2017 11 avril 2017 |
| Minutes jouées             | 28               | Mavericks de Dallas                                  | 4 avril 2017               |

- Double-double : 2 (au 12/04/2017)
- Triple-double : aucun

## Palmarès
- Vainqueur de la Coupe de Grèce : 2015, 2016, 2019 et 2021
- Champion de Grèce : 2019, 2020, 2021
- Élu dans le deuxième cinq majeur (All-EuroLeague Second Team) de l'Euroligue 2021-2022